# Synagoga Icka Frenkela w Łodzi
Synagoga Icka Frenkela w Łodzi – prywatny dom modlitwy znajdujący się w Łodzi przy ulicy Solnej 11.
Synagoga została zbudowana w 1898 roku z inicjatywy Icka Abrama Frenkela. Mogła ona pomieścić 30 osób. Podczas II wojny światowej hitlerowcy zdewastowali synagogę.